# Уарата (пароход)
«Уарата» (англ. SS Waratah) — британский грузопассажирский пароход компании Blue Anchor Line, построенный в 1908 году для работы на линии Лондон — Южная Африка — Австралия. Бесследно исчез с экипажем и пассажирами в июле 1909 года между Дурбаном и Кейптауном во время своего второго рейса на обратном пути из Австралии в Лондон.

## Постройка
В сентябре 1907 года британская судоходная компания Blue Anchor Line разместила на верфи Barclay, Curle & Co в Глазго заказ на новый грузопассажирский пароход. Руководство компании положительно оценивало опыт эксплуатации своего парохода «Джелонг», построенного ранее на той же верфи, и желало получить судно схожей конструкции, но с улучшенными характеристиками и более роскошными интерьерами. Использовать его предполагалось на маршруте, связывающим Британию с Австралией. Новый пароход был назван «Уарата» в честь растения телопея (англ. waratah — уарата), которое является цветочной эмблемой австралийского штата Новый Южный Уэльс. Судно было заложено под заводским номером 472 и спущено на воду 12 сентября 1908 года. Сроительство парохода обошлось заказчику в 139 900 фунтов стерлингов .

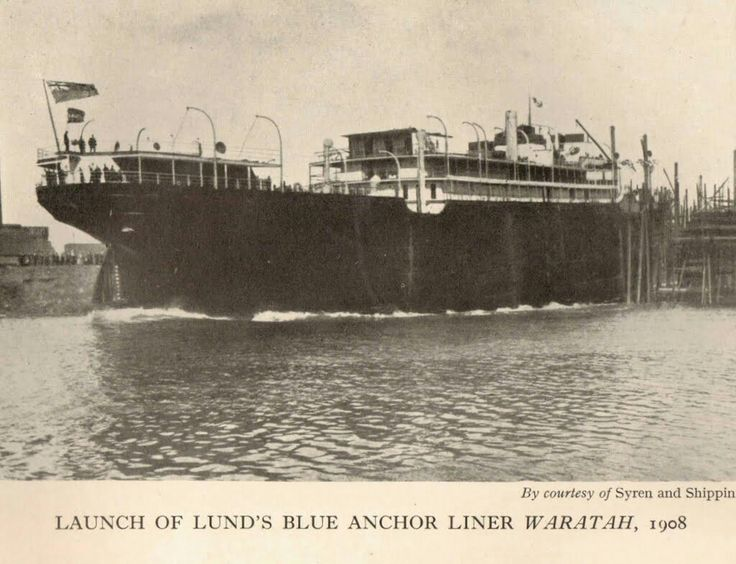
Спуск «Уараты» на воду, сентябрь 1908

«Уарата» имела длину 141,7 м, ширину 18,1 м и осадку 9,26 м, регистровый тоннаж — 9339 брт. В стальном корпусе судна размещались две четырёхцилиндровые паровые машины четверного расширения суммарной мощности 1003 л.с., приводившие в движение два гребных винта. Корпус был разделён на восемь судовых отсеков — в то время среди специалистов считалось, что подобная конструкция делает пароход «практически непотопляемым».
В каютах первого класса «Уараты» размещалось до 130 пассажиров. На юте судна были построены помещения для пассажиров третьего класса, способные вместить около 300 человек. К услугам пассажиров предлагались восемь кают-компаний, салон, музыкальная комната и детские ясли. Поскольку судно также предназначалось для перевозки эмигрантов, его грузовые отсеки могли быть переоборудованы в большие общежития, способные разместить почти 700 пассажиров в трюме на рейсах в Австралию, тогда как на обратном пути в Европу в тех же трюмах перевозились грузы: замороженное мясо, молочные продукты, шерсть и металлическая руда. Для перевозки замороженной продукции пароход был оснащён холодильным оборудованием и морозильными камерами. На судне имелась дистилляционная установка фирмы Kirkcaldy, способная производить 25 000 литров пресной воды в сутки. Радиостанция на «Уарате» отсутствовала, что для пароходов того времени было обычной практикой.

## Испытания
Ходовые испытания состоялись 23 октября 1908 года в заливе Ферт-оф-Клайд. Во время испытаний «Уарата» смогла стабильно поддерживать скорость в 15 узлов (около 27,8 км/ч) на нескольких проходах по мерной миле. В тот же день после успешного завершения испытаний пароход был передан владельцам и отправлен в Лондон.

## История рейсов

### Первый рейс

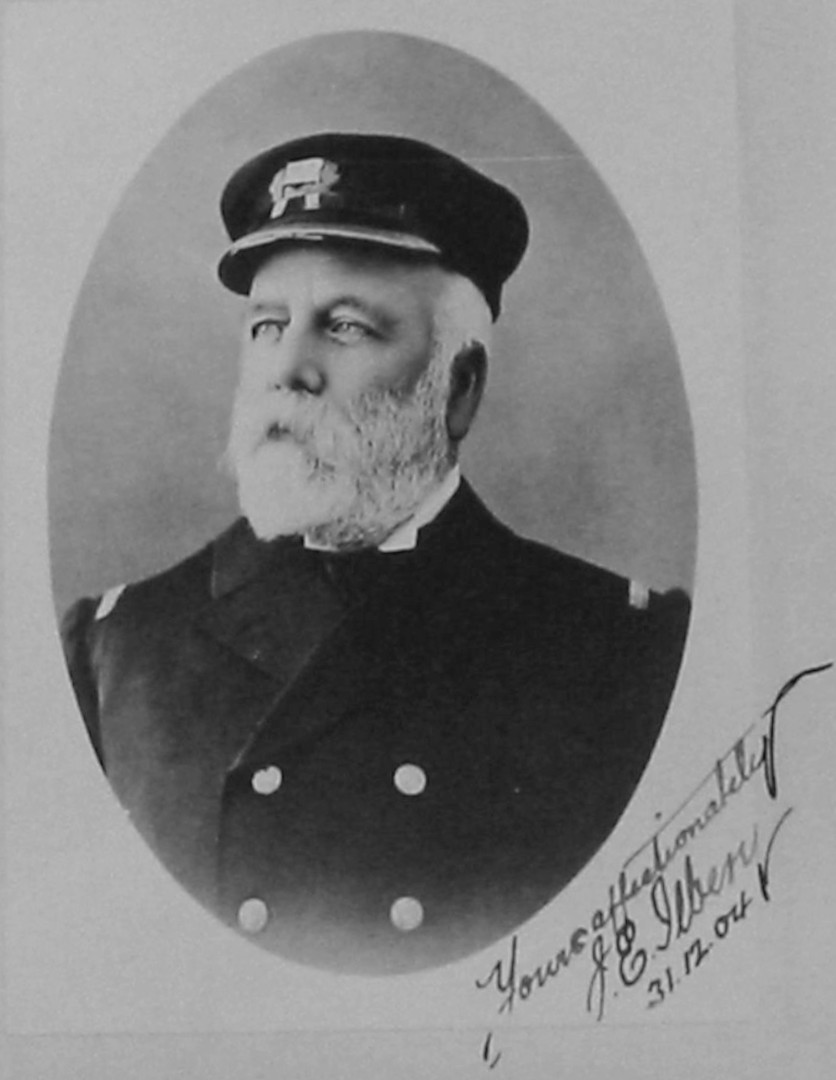
Джосайя Эдвард Ильбери, капитан «Уараты»

5 ноября 1908 года «Уарата» вышла из Лондона в свой первый рейс. Пароход отправился в Австралию, на его борту находились 67 пассажиров первого класса и 689 пассажиров в третьем классе и в трюме. Судном командовал капитан Джосайя Эдвард Ильбери (англ. Josiah Edward Ilbery), ветеран компании Blue Anchor Line с тридцатилетним морским стажем, ранее — капитан парохода «Джелонг». Экипаж насчитывал 154 человека.
По пути «Уарата» сделала остановку в Кейптауне, откуда вышла 27 ноября. Ранним утром 6 декабря, второй помощник капитана сообщил о небольшом пожаре в угольном бункере по правому борту. Пожар был взят под контроль к полудню того же дня, однако полностью ликвидировать его удалось лишь 10 декабря. По-видимому, причиной возгорания стало тепло, исходившее от нескольких редукционных и паровых клапанов, расположенных по правому борту машинного отделения. Позднее в Сиднее произвели ремонт, который был признан удовлетворительным.
15 декабря «Уарата» прибыла в Аделаиду. Из Аделаиды пароход направился в Мельбурн и Сидней, откуда 9 января 1909 года вышел в обратный путь в Лондон через порты Австралии, колонии Наталь и Капской колонии, перевозя продовольствие, шерсть и 1500 тонн концентратов металлов. В Лондон пароход прибыл 7 марта 1909 года, завершив таким образом свой первый рейс. После разгрузки «Уарата» была поставлена в сухой док, где инспектор Лондонского Ллойда провёл осмотр судна, и были выполнены мелкие ремонтные работы.
По итогам первого рейса капитан Ильбери высказал ряд замечаний касательно остойчивости судна. Ильбери считал, что «Уарата» в этом отношении уступает его прежнему пароходу «Джелонг» и требует более тщательного контроля за размещением груза, особенно при рейсах с малой загрузкой. Владельцы компании обратились с жалобой к строителям судна, на что те предоставили расчёты, доказывающие безопасность корабля.

### Второй рейс
27 апреля 1909 года «Уарата» отправилась во второй рейс в Австралию, имея на борту 22 пассажира в каютах и 193 пассажира в трюме, а также большой груз различных товаров; экипаж насчитывал 119 человек. Путь в Австралию прошёл без происшествий: судно, зайдя 18 мая в Кейптаун, прибыло в Аделаиду 6 июня. Загрузив около 970 тонн свинцовой руды в Аделаиде, «Уарата» проследовала в Мельбурн, где ей пришлось идти против сильного шторма. Плохая погода также осложнила швартовку парохода при прибытии в Мельбурн 11 июня. Затем «Уарата» продолжила путь в Сидней.
В Сиднее был загружен груз для доставки в Европу, включавший муку, шерсть, молочные продукты, замороженное мясо и 7800 металлических брусков. 26 июня 1909 года «Уарата» вышла из Сиднея и, сделав остановки для дозагрузки в Мельбурне и Аделаиде, 7 июля покинула Австралию. Пароход взял курс на Дурбан и Кейптаун, откуда затем должен был следовать в Лондон. Кроме почти сотни пассажиров, на борту находился заключённый, задержанный в Австралии и подлежащий экстрадиции в колонию Трансвааль (там его обвиняли в убийстве), в сопровождении двух полицейских из Трансвааля.
25 июля в 11 часов утра «Уарата» прибыла в Дурбан, где 29 пассажиров парохода сошли на берег, и около 40 новых поднялись на борт. Среди сошедших был Клод Густав Сойер (англ. Claude Gustav Sawyer) — инженер (по другим данным — бизнесмен), часто путешествовавший морем. Сойер имел билет до Кейптауна, однако решил не продолжать путь на «Уарате», так как его обеспокоили мореходные качества судна. Своей жене в Англию он отправил телеграмму следующего содержания:

Забронировал Кейптаун. Думаю Уарата неустойчива. Сошёл в Дурбане. Клод.
Оригинальный текст (англ.)Booked Cape Town, Thought Waratah Top-heavy, Landed Durban. Claude.

До Кейптауна, а затем до Англии Сойер добрался пароходами компании Union-Castle Line.

### Исчезновение

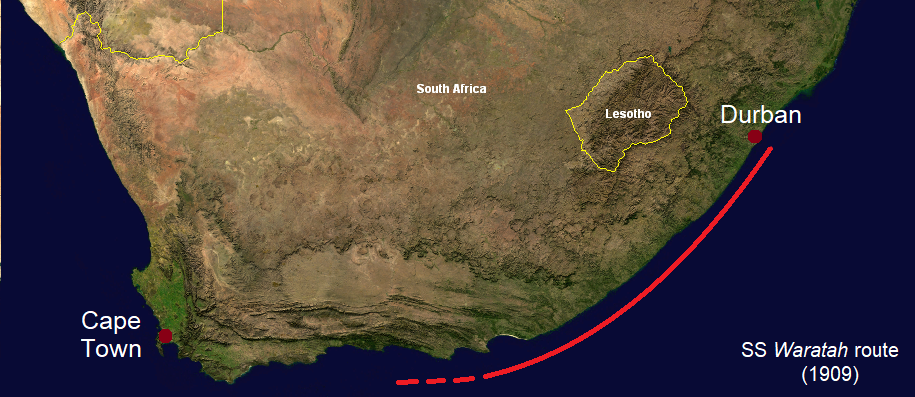
Предполагаемый путь «Уараты» после выхода из Дурбана

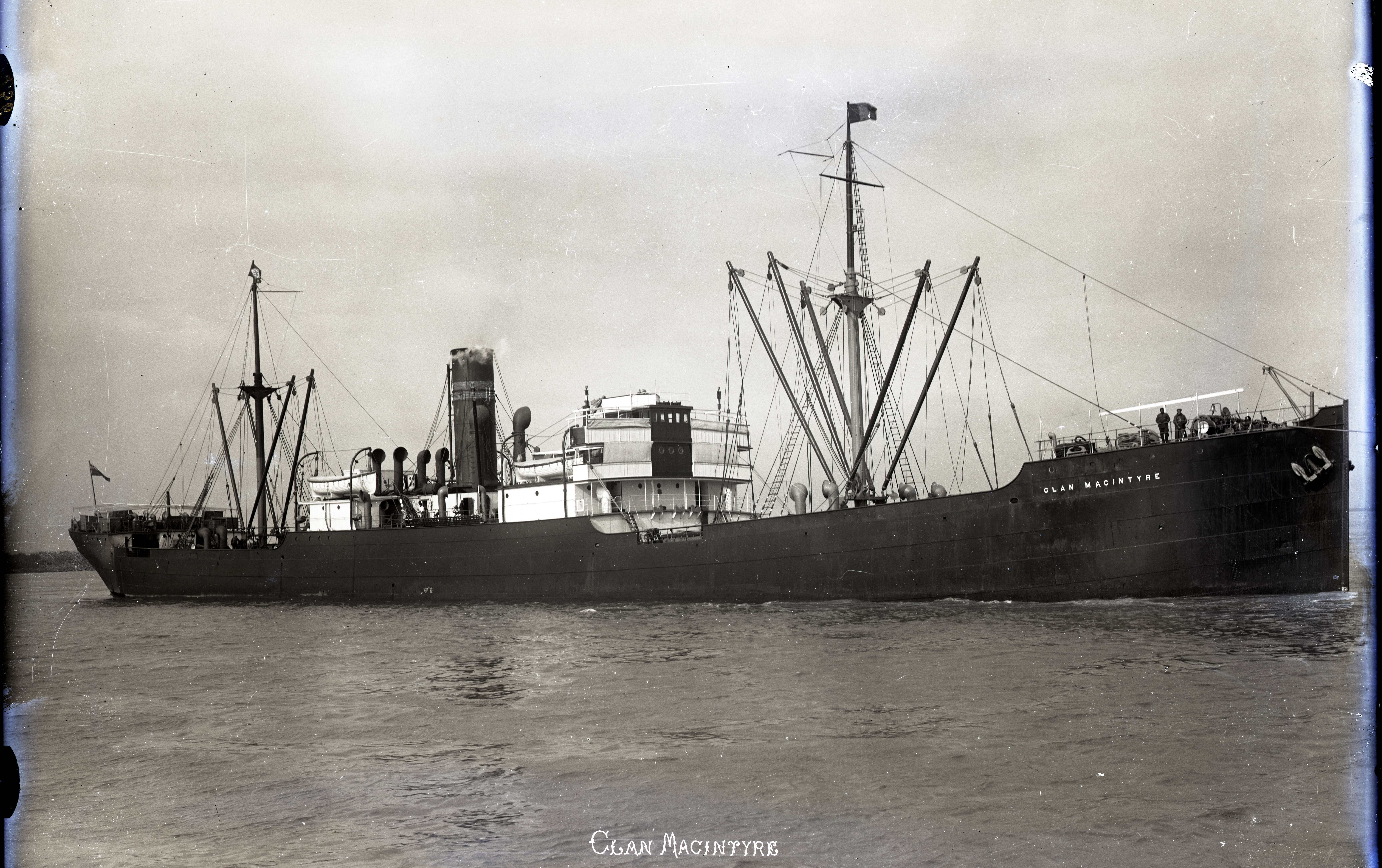
Пароход «Клан Макинтайр», последним достоверно видивший «Уарату» перед её исчезновением

«Уарата» вышла из Дурбана 26 июля 1909 года около 20:15, имея на борту 211 пассажиров и членов экипажа. Следующей остановкой на маршруте должен был стать Кейптаун. Пароход следовал в юго-западном направлении на расстоянии около 14 морских миль (26 км) от африканского побережья.
27 июля в 4:00 утра «Уарату» заметили позади по правому борту с грузового парохода «Клан Макинтайр» (англ. Clan MacIntyre) компании Clan Line. Так как «Уарата» была более скоростным судном, к 6:00 она поравнялась с «Клан Макинтайр» в точке с координатами 31°36′ ю. ш. 29°58′ в. д., где оба парохода обменялись световыми сигналами, сообщив свои названия и пункты назначения. «Уарата», шедшая со скоростью около 13 узлов, обогнала «Клан Макинтайр» в районе устья реки Мбаши, а к 9:30, когда «Клан Макинтайр» находился в точке 32°17′ ю. ш. 29°17′ в. д., скрылась за горизонтом. Позднее в тот же день появились признаки ухудшения погоды, 28 июля сформировался циклон и сильный ветер поднял в море огромные волны. Капитан парохода «Клан Макинтайр» впоследствии заявил, что то была худшая погода за тринадцать лет его карьеры.
Встреча с пароходом «Клан Макинтайр» стала последним достоверным наблюдением «Уараты». «Уарата» ожидалась в Кейптауне 29 июля, но так туда и не прибыла.
Отмечены ещё несколько свидетельств, связь которых с «Уаратой» не доказана. Вечером 27 июля около 21:50 лайнер «Гуэльф» (англ. Guelph) компании Union-Castle Line, следовавший из Кейптауна в Дурбан, находился напротив маяка Кейп-Худ (англ. Cape Hood) в районе города Ист-Лондон и двигался в северо-восточном направлении на расстоянии 8 миль (14 км) от побережья. В 5 милях (9 км) по правому борту команда заметила огни встречного парохода и обменялась с ним сигналами. Из-за плохой видимости на «Гуэльфе» смогли распознать только последние три буквы названия в сообщении с другого парохода — «…-T-A-H». По словам капитана «Гуэльфа» на момент встречи дул крепкий западный ветер, но море было спокойным. Вероятность того, что встреченный «Гуэльфом» пароход являлся «Уаратой» достаточно высока, однако против этой версии выступает тот факт, что место встречи находилось на расстоянии всего 80 миль (148 км) от точки, где «Уарату» видели в 6:00 утра с парохода «Клан Макинтайр». «Уарата» должна была миновать Ист-Лондон гораздо раньше, если только какие-то причины не вынудили её сбавить ход или задержаться в пути.
Ранее тем же вечером около 19:30 с парохода «Харлоу» (англ. Harlow) заметили на горизонте огни другого судна, а затем похожие на взрывы световые вспышки в том же направлении. Из-за большого расстояния не удалось определить, были ли эти вспышки связаны с судном или же с пожарами в зарослях кустарника на берегу, обычными в той местности для данного времени года. Зафиксированное капитаном «Харлоу» место наблюдения 32°17′ ю. ш. 29°55′ в. д. находилось ближе к Дурбану, чем точка, где «Уарату» последний раз видели с парохода «Клан Макинтайр». Таким образом «Харлоу» мог встретить «Уарату» только в том случае, если бы она по каким-то причинам легла на обратный курс в Дурбан.
Ещё одно возможное наблюдение сделал 28 июля Эдвард Джо Конкер (англ. Edward Joe Conquer), военнослужащий Капской стрелковой кавалерии. В тот день вместе со связным Х. Эдсхедом (англ. H. Adshead) он находился на учениях в устье реки Ксора. Конкер записал в дневнике, что через подзорную трубу наблюдал в море пароход, который боролся с высокими волнами, двигаясь на юго-запад. Конкер видел, как судно сильно накренилось на правый борт, а затем, прежде чем оно успело выровняться, было накрыто попутной волной. После этого корабль исчез из виду, и Конкер решил, что он затонул. Военнослужащий доложил о своём наблюдении в лагерь, но там его сообщение не восприняли серьёзно. Конкер публично рассказал об увиденном лишь в 1929 году, и каких-либо иных свидетельств произошедшего, кроме слов самого Конкера, нет.

## Поиски
Поначалу отсутствие судна в Кейптауне не вызвало тревоги, поскольку опоздания коммерческих пароходов на несколько дней были в те годы обычным делом. Предполагали, что пароход просто задержался из-за поломки. Опасения стали расти, когда суда, вышедшие из Дурбана после «Уараты» и шедшие похожим курсом, начали прибывать в Кейптаун и сообщать, что не видели её по пути.
Поисковая операция началась 1 августа. На поиски был отправлен буксир «Т. Е. Фуллер» (англ. T.E. Fuller), но плохая погода вынудила его вернуться обратно в порт.
Британский Королевский флот направил для поиска крейсеры «Пандора», «Форт» и «Гермес». «Гермес», работавший в районе последнего достоверного наблюдения «Уараты», столкнулся с настолько мощными волнами, что его корпус получил деформации, и после возвращения в порт судно пришлось ставить в сухой док.

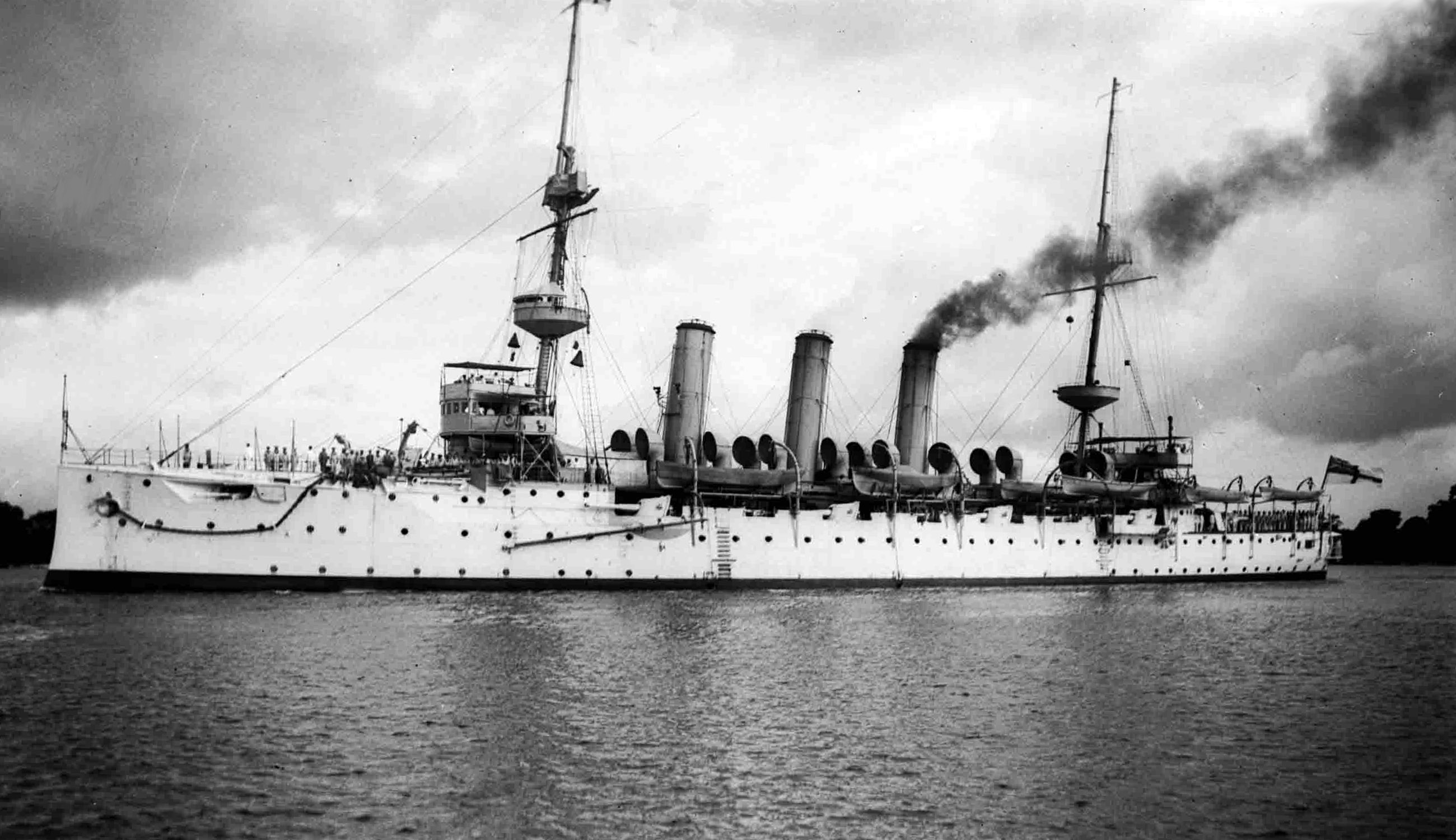
Крейсер «Гермес», участвовавший в поисках «Уараты»

10 августа появились сообщения о неком пароходе компании Blue Anchor Line, медленно двигавшемся в направлении Дурбана. В Аделаиде по этому поводу даже начали звонить в колокола, но судно оказалось не «Уаратой».
В поисках участвовало множество судов. Сестринское судно «Уараты» — «Джелонг» — отклонилось от маршрута из Кейптауна в Аделаиду, чтобы обследовать воды к востоку от колонии Наталь, где, как предполагалось, «Уарата» могла дрейфовать. Немецкий пароход «Гослар» (англ. Goslar) также вёл наблюдения на пути от Порт-Элизабета до Мельбурна.

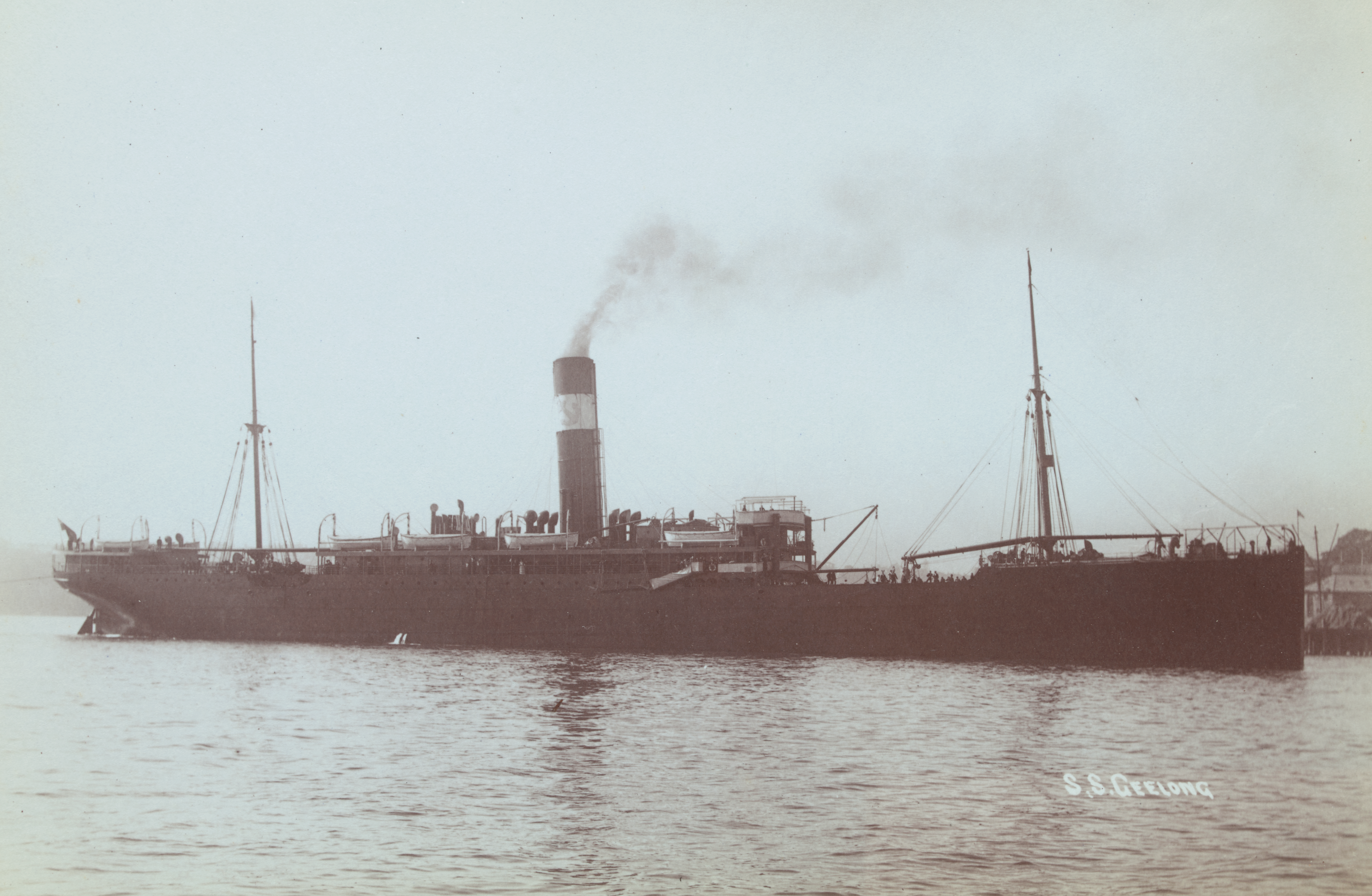
Пароход «Джелонг», предшественник «Уараты», также участвовавший в её поисках

Через две недели после исчезновения «Уараты» пароходы «Инсицва» (англ. Insizwa) и «Тоттенхэм» (англ.  Tottenham) сообщили о том, что видели плавающие в море тела неподалёку от места последнего достоверного наблюдения пропавшего парохода. На поиски тел был немедленно отправлен буксир «Гарри Эскомб» (англ. Harry Escombe). Тел буксир не обнаружил, но нашёл плавающие объекты, которые могли быть приняты другими пароходами за человеческие тела. Эти объекты оказались мёртвыми скатами и китовыми внутренностями, возможно выброшенными китобойными промышленниками Дурбана.
Многие надеялись, что «Уарата» всё ещё дрейфует, ссылаясь на случай с пароходом «Уайкато» в 1899 году. Тогда у «Уайкато» сломался гребной вал, и ремонт на ходу был невозможен. Судно дрейфовало более 100 дней, пройдя около 2500 морских миль (4600 км) прежде, чем его взяли на буксир. На «Уарате» было достаточно запасов, чтобы продержаться год, но, так как судно не имело радиостанции, оно не могло связаться с другими кораблями, находящимися за пределами видимости.
В сентябре 1909 года компания Blue Anchor Line совместно с Адмиралтейством и правительством Австралии зафрахтовали грузовой пароход «Сабин» (англ. Sabine) компании Union-Castle Line для поисков «Уараты» вдоль предполагаемого пути дрейфа. «Сабин» оснастили прожекторами и высокими марсовыми площадками для наблюдения, поиск вёлся круглосуточно. В течение 8 недель судно прошло 14 000 морских миль (26 000 км), зигзагообразно пересекая южную часть Индийского океана — но безрезультатно.
15 декабря 1909 года, когда с момента исчезновения прошло более четырёх месяцев, Лондонский Ллойд официально признал «Уарату» пропавшей.
В начале 1910 года группа австралийских родственников пассажиров «Уараты» создала «Мельбурнский поисковый комитет» и собрала средства для ещё одной экспедиции, веря, что судно всё ещё дрейфует в холодных южных водах. Для поисков был зафрахтован пароход «Уэйкфилд» (англ. Wakefield), который в течение четырёх месяцев обследовал акваторию Индийского океана. Команда даже высаживалась на необитаемых островах архипелага Кергелен в поисках возможных выживших. Как и предыдущие поисковые экспедиции, поход «Уэйкфилда» оказался безрезультатным.
В прессе порой появлялись заметки о некоторых находках, для которых подтвердить достоверность или связь с пропавшим пароходом не удалось. К ним относятся, например, сообщения об обнаружении в марте 1910 года неких обломков у Мосселбай или о находке в феврале 1912 года на побережье Новой Зеландии спасательного круга с надписью «Waratah». В 1925 году лейтенант Д. Дж. Руз (англ. D. J. Roos) из ВВС Южной Африки сообщил, что видел во время полёта над побережьем Транскей силуэт затонувшего судна под толщей воды. Он принял судно за «Уарату», однако повторно найти это место не смог, а последующая гибель Руза в результате несчастного случая прервала дальнейшие поиски. В 1939 году возле города Ист-Лондон на берег вынесло куски пробки и древесины, которые по мнению прессы могли быть фрагментами «Уараты».

## Расследование

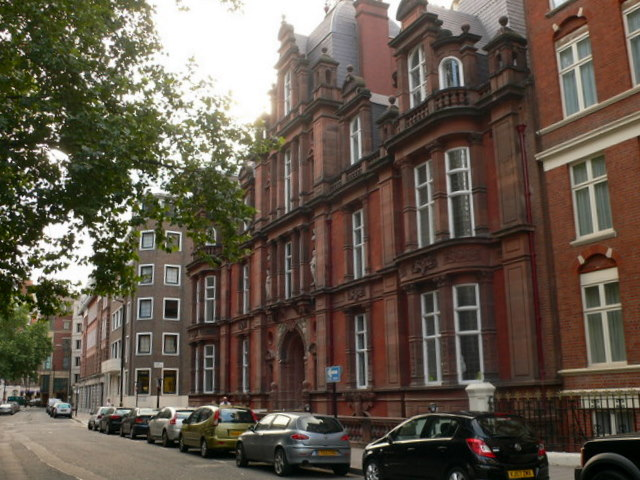
Кэкстон-Холл в Лондоне

Расследованием обстоятельств исчезновения «Уараты» занимался Британский торговый совет. Заседания состоялись в декабре 1910 года в зале Кэкстон-Холл в Лондоне. Сбор доказательной базы был серьёзно затруднён отсутствием выживших после последнего рейса (за исключением небольшой группы пассажиров, сошедших на берег в Дурбане). Большинство свидетельств поступило от пассажиров и членов экипажа первого рейса, строителей корабля и тех, кто обслуживал его в портах. Многие из свидетелей проживали в Австралии, что дополнительно задерживало ведение следствия.
Эксперты согласились с тем, что согласно документам «Уарата» была спроектирована и построена надлежащим образом и находилась в хорошем состоянии. Пароход прошёл многочисленные инспекции — как со стороны судостроителей и владельцев, так и со стороны Торгового совета. Дважды пароход инспектировался Лондонским Ллойдом, присвоившим ему наивысший рейтинг «+100 A1».
Тем не менее некоторые свидетели, побывавшие на борту во время рейса, утверждали, что «Уарата», по их мнению, имела проблемы с остойчивостью и мореходными качествами: она часто накренялась на один борт даже в штиль, медленно выпрямлялась после наклона и имела склонность врезаться носом в волну, а не проходить поверх неё. Одним из пассажиров первого рейса был физик, профессор Уильям Брэгг. Он рассказал, что в течение нескольких дней судно имело крен на правый борт, и стюарды даже были вынуждены закрыть для посещения женские ванные комнаты, так как из-за крена слив воды в них стал невозможен. Команде удалось выровнять крен, заполнив водой балластные баки, но вскоре судно приняло крен уже в другую сторону. Брэгг пришёл к выводу, что метацентр судна находится чуть ниже центра тяжести — при крене судно достигало точки равновесия и оставалось наклонённым, пока ветер или волна не возвращали его в вертикальное положение. Одна из пассажирок первого рейса в Австралию была так напугана поведением парохода, столь отличавшимся от привычного, что уговорила мужа сойти на берег в Кейптауне.
Дал свои показания и Клод Сойер — пассажир последнего рейса, имевший билет до Кейптауна, но сошедший с «Уараты» в Дурбане и отправившийся дальше другим пароходом. По словам Сойера во время перехода от Аделаиды до Дурбана пароход постоянно имел правый крен и был склонен к бортовой качке, при которой в крайних позициях наблюдались тряска и толчки корпуса. Однажды утром пароход качался так сильно, что крен, как оценил пассажир по уровню воды в ванной, «почти достигал 45 °». Сойер также подтвердил наблюдения пассажиров первого рейса о свойстве «Уараты» зарываться носом в волны, а не проходить по ним сверху. Окончательное решение покинуть судно Сойер принял после того, как ему трижды приснился один и тот же сон, в котором являлся человек «в очень странной одежде с длинным мечом в правой руке и залитой кровью тканью в левой». Сойер воспринял эти сны, как предупреждение, и сошёл на берег при первой же возможности. Он уговаривал нескольких знакомых пассажиров сойти вместе с ним в Дурбане, но никто из них не согласился прервать поездку, хотя некоторые и разделяли его опасения по поводу мореходных качеств судна. Сойер рассказал следствию ещё об одном сне, якобы приснившемся ему 28 июля 1909 года: в этом сне он увидел корабль в штормовом море, который накрыла большая волна, после чего корабль завалился на правый борт и исчез.
Но были свидетели, как среди бывших пассажиров, так и среди бывших членов экипажа, которые утверждали, что «Уарата» была вполне устойчива и имела мягкое, комфортное качание .
Противоречивые показания следствие получало и по многим другим вопросам. Например, некоторые свидетели сообщали, что перед выходом из Дурбана «Уарату» загрузили дополнительными запасами угля (который в Дурбане был довольно дёшев), разместив уголь прямо на палубе. В то же время члены команды парохода «Клан Макинтайр», видевшие «Уарату» в море с достаточно близкого расстояния, утверждали, что угля на её палубе не было. Представители верфи, построившей судно, сделали расчёты, доказывающие, что даже с дополнительным грузом угля на палубе «Уарата» оставалась бы устойчивой.
Согласно показаниям Уильяма Бейкера (англ. William H.P. Baker), бывшего на «Уарате» матросом во время первого рейса, команда судна была недоукомплектована, тренировки по пожарной безопасности не проводились, спасательные шлюпки находились в неудовлетворительном состоянии и имели течь. По-мнению Бейкера плохая устойчивость судна была связана с загрузкой значительной части угля в межпалубное пространство, где этот уголь перевешивал массу груза, лежащего в основном трюме.
Из-за противоречивых показаний, а так же из-за отсутствия выживших свидетелей произошедшего и документов, пропавших вместе с пароходом, следствие не смогло прийти к каким-либо определённым выводам. Оно не стало возлагать вину на компанию Blue Anchor Line, однако отметило ряд недостатков в её подходах к оценке характеристик и мореходности новых судов. Наиболее вероятной, но не доказанной причиной гибели парохода был назван сильный шторм, разразившийся у берегов Южной Африки в конце июля — начале августа 1909 года.

## Последствия
Исчезновение «Уараты» нанесло серьёзный удар по репутации Blue Anchor Line. Продажи билетов упали, что вместе с большими финансовыми затратами, понесёнными при постройке парохода, который, как и многие суда того времени, был застрахован на недостаточную сумму, вынудило судовладельцев продать свои суда конкуренту — компании P&O — и объявить в 1910 году о ликвидации.

## Поздние исследования
В период  1980 – 2000-х годов был предпринят ряд попыток обнаружить место гибели «Уараты» в рамках частных экспедиций, организатором и руководителем которых выступил океанограф Эмлин Браун (англ. Emlyn Brown). В своих исследованиях Браун опирался прежде всего на показания Эдварда Джо Конкера. В 1999 году команда Брауна при помощи гидролокатора обнаружила в 10 км от берега Южной Африки затонувшее судно, контуры которого, казалось, совпадали с формой «Уараты». Однако предпринятое в 2001 году погружение показало, что найдено «Нейлси Медоу» — грузовое судно, потопленное немецкой подлодкой во время Второй мировой войны.
В 2004 году Эмлин Браун, потративший к тому времени 22 года на поиски «Уараты», заявил, что прекращает эту деятельность. «У меня больше нет ни малейшего представления, где ещё искать», — сказал он. Позднее в 2009 году Браун высказал предположение, что «Уарата» могла опрокинуться во время шторма: возможно, перевёрнутое судно оставалось на плаву достаточно долго, чтобы течения унесли его на юг, после чего оно окончательно затонуло в глубоком океане за пределами континентального шельфа, где обнаружить его будет очень сложно.
По состоянию на 2025 год судьба парохода и всех находившихся на нём людей остаётся неизвестной, не обнаружено ни места крушения «Уараты», ни каких-либо обломков или предметов с её борта. Среди возможных причин гибели судна специалистами рассматриваются:
- шторм и проблемы с остойчивостью,
- смещение груза при качке, приведшее к опрокидыванию,
- потеря хода и дрейф в сторону Антарктиды,
- взрыв котла или угольной пыли,
- волны-убийцы, частота появления которых у восточного побережья Южной Африки несколько выше, чем в других частях Мирового океана.

## В массовой культуре
- В зарубежной прессе трагедию, произошедшую с «Уаратой» — весьма совершенным для своего времени пароходом — часто сравнивают с гибелью «Титаника». В стаьях и публикациях «Уарату» называют «Титаником южных морей» или «Австралийским Титаником»[23][50][51].

- Писатель Джеффри Дженкинс в своём романе Scend of the Sea (1971 год) развивает вымышленную историю, основанную на исчезновении парохода «Уарата»[52].

## Интересные факты
- В 1913 году австралийская газета Daily Mail[англ.], заподозрив конкурентов из The Daily Standard[англ.] в копировании своих статей, подготовила заведомо ложную заметку об обнаружении «Уараты» в Антарктиде. Заметка появилась на страницах The Daily Standard, дополненная заявлениями якобы опрошенных репортёром портовых чиновников[53][54][55][56].

- Помимо исчезнувшего парохода «Уарата» известно ещё о восьми судах, от небольшой рыбацкой лодки до трёхмачтового барка и парохода-углевоза, носивших имя «Уарата» и потеряных в результате кораблекрушений[57][58][59][60][61][62][63][64].

- В музее Sydney Heritage Fleet[англ.] в Сиднее имеется буксир «Уарата» (англ. ST Waratah). Судно постройки 1902 года первоначально называлось «Бурунда» (англ. Burunda), но было переименовано в «Уарата» в 1918 году. По состоянию на 2025 год буксир остаётся на ходу и по-прежнему приводится в движение паровым двигателем, что делает его одним из старейших сохранившихся судов такого типа в мире[65].